# Regilde
Regilde ist eine Gemeinde (Freguesia) im portugiesischen Kreis Felgueiras. Sie liegt am Ufer des Flusses Vizela. In ihr leben 1182 Einwohner (Stand 19. April 2021).